# Qualificazioni al campionato europeo femminile di calcio 2013
Le qualificazioni al campionato europeo femminile di calcio del 2013, iniziate il 3 marzo 2011, sono terminate il 25 ottobre 2012 e hanno visto partecipare 44 nazioni per un totale di 190 partite.

## Formato e regolamento
44 squadre nazionali dei paesi membri UEFA si sono affrontate per gli undici posti disponibili per la qualificazione a Euro 2013.
Le qualificazioni prevedevano un turno preliminare con le 8 squadre con il ranking UEFA peggiore suddivise in due gironi da quattro. Le due nazioni vincitrici dei gironi preliminari si sono unite alle altre 36 squadre per la fase a gironi.
Nella fase a gironi le 38 squadre sono state divise in sette gruppi: tre gruppi da sei e quattro gruppi di cinque. Le vincitrici dei gironi e la migliore tra le seconde si qualificano alla fase finale. Gli ultimi tre posti disponibili sono stati assegnati mediante scontro diretto tra le altre seconde classificate nella fase a gironi.
La Svezia si è automaticamente qualificata alla fase finale come paese ospitante.

## Turno preliminare

### Gruppo 1
| Squadra     | Pt | G | V | N | P | GF | GS | DR |
| ----------- | -- | - | - | - | - | -- | -- | -- |
| Macedonia   | 7  | 3 | 2 | 1 | 0 | 7  | 2  | +5 |
| Lituania    | 4  | 3 | 1 | 1 | 1 | 5  | 3  | +2 |
| Lussemburgo | 3  | 3 | 1 | 0 | 2 | 4  | 9  | –5 |
| Lettonia    | 3  | 3 | 1 | 0 | 2 | 1  | 3  | –2 |

| Arbitro: | Simona Ghisletta |

|             |           |              |
| Budrytė 71’ | Marcatori | 21’ Andonova |

| Arbitro: | Marija Margareta Damjanović |

|                                  |           |  |
| Settani 60’ (rig.) Berscheid 70’ | Marcatori |  |

| Arbitro: | Simona Ghisletta |

|             |           |                                                       |
| Settani 82’ | Marcatori | 21’, 62’ Andonova 24’ Brahimi 59’ Saliihi 90+3’ Rochi |

| Arbitro: | Ivana Projkovska |

|              |           |  |
| Sokolova 13’ | Marcatori |  |

| Arbitro: | Marija Margareta Damjanović |

|                                                     |           |              |
| Imanalijeva 45+2’, 85’ Vanagaitė 48’ Stasiulytė 59’ | Marcatori | 65’ Thompson |

| Arbitro: | Sabine Bonnin |

|           |           |  |
| Rochi 31’ | Marcatori |  |

### Gruppo 2
| Squadra | Pt | G | V | N | P | GF | GS | DR |
| ------- | -- | - | - | - | - | -- | -- | -- |
| Armenia | 5  | 3 | 1 | 2 | 0 | 2  | 1  | +1 |
| Malta   | 4  | 3 | 1 | 1 | 1 | 2  | 3  | –1 |
| Georgia | 4  | 3 | 1 | 1 | 1 | 1  | 1  | 0  |
| Fær Øer | 3  | 3 | 1 | 0 | 2 | 2  | 2  | 0  |

| Arbitro: | Pernilla Larsson |

|  |           |                  |
|  | Marcatori | 90+1’ D'Agostino |

| Arbitro: | Sjoukje de Jong |

|  |           |              |
|  | Marcatori | 8’ Kostanyan |

| Ta' Qali 5 marzo 2011, ore 11:00 | Armenia          | 0 – 0 referto | Georgia | Ta'Qali Stadium\| Arbitro: \| Pernilla Larsson \| |
| Arbitro:                         | Pernilla Larsson |               |         |                                                   |

| Arbitro: | Lilach Asulin |

|                             |           |  |
| Josephsen 26’ O. Hansen 86’ | Marcatori |  |

| Arbitro: | Lilach Asulin |

|                   |           |  |
| Chichinadze 90+5’ | Marcatori |  |

| Arbitro: | Sjoukje de Jong |

|               |           |                 |
| Cuschieri 14’ | Marcatori | 64’ Mangasaryan |

## Statistiche

### Classifica marcatrici
3 reti
- Nataša Andonova

2 reti
- Rasa Imanalijeva

- Rosangela Settanni (1 rig.)

- Gentjana Rochi

1 rete
- Gayane Kostanyan
- Kristine Mangasaryan
- Olga Kristina Hansen
- Malene Josephsen
- Lela Chichinadze

- Jūlija Sokolova
- Viktorija Budrytė
- Marija Stasiulytė
- Sonata Vanagaitė
- Pia Berscheid

- Amy Thompson
- Shireta Brahimi
- Afrodita Saliihi
- Rachel Cuschieri
- Rebecca D'Agostino

## Fase a gironi

### Sorteggio dei gruppi
Le squadre sono suddivise in 5 raggruppamenti a seconda del ranking UEFA
| Urna A                                                           | Urna B                                                     | Urna C                                                       | Urna D                                                      | Urna E |
| ---------------------------------------------------------------- | ---------------------------------------------------------- | ------------------------------------------------------------ | ----------------------------------------------------------- | --- |
| Germania Norvegia Inghilterra Francia Italia Danimarca Finlandia | Russia Paesi Bassi Islanda Spagna Ucraina Scozia Rep. Ceca | Svizzera Polonia Irlanda Austria Belgio Bielorussia Slovenia | Ungheria Serbia Portogallo Grecia Slovacchia Romania Galles | Bulgaria Irlanda del Nord Turchia Israele Estonia Croazia Kazakistan Bosnia ed Erzegovina Armenia Macedonia |

Il sorteggio dei gruppi di qualificazione alla fase finale si è tenuto a Nyon, in Svizzera, il 14 marzo 2011 ed ha avuto il seguente esito:
| Gruppo 1             | Gruppo 2   | Gruppo 3         | Gruppo 4 | Gruppo 5    | Gruppo 6    | Gruppo 7   |
| Italia               | Germania   | Norvegia         | Francia  | Finlandia   | Inghilterra | Danimarca  |
| Russia               | Spagna     | Islanda          | Scozia   | Ucraina     | Paesi Bassi | Rep. Ceca  |
| Polonia              | Svizzera   | Belgio           | Irlanda  | Bielorussia | Slovenia    | Austria    |
| Grecia               | Romania    | Ungheria         | Galles   | Slovacchia  | Serbia      | Portogallo |
| Macedonia            | Turchia    | Irlanda del Nord | Israele  | Estonia     | Croazia     | Armenia    |
| Bosnia ed Erzegovina | Kazakistan | Bulgaria         |          |             |             |            |

### Gruppo 1
| Squadra              | Pt | G  | V | N | P | GF | GS | DR  |
| -------------------- | -- | -- | - | - | - | -- | -- | --- |
| Italia               | 28 | 10 | 9 | 1 | 0 | 35 | 0  | +35 |
| Russia               | 22 | 10 | 7 | 1 | 2 | 31 | 6  | +25 |
| Polonia              | 17 | 10 | 5 | 2 | 3 | 17 | 11 | +6  |
| Bosnia ed Erzegovina | 10 | 10 | 3 | 1 | 6 | 12 | 21 | -9  |
| Grecia               | 5  | 10 | 0 | 5 | 5 | 7  | 20 | -13 |
| Macedonia            | 2  | 10 | 0 | 2 | 8 | 5  | 49 | -44 |

|                      | Bosnia ed Erzegovina (bandiera) | Grecia (bandiera) | Italia (bandiera) | Macedonia (bandiera) | Polonia (bandiera) | Russia (bandiera) |
| -------------------- | ------------------------------- | ----------------- | ----------------- | -------------------- | ------------------ | ----------------- |
| Bosnia ed Erzegovina |                                 | 1-1               | 0-1               | 1-0                  | 0-2                | 0-1               |
| Grecia               | 2-3                             |                   | 0-0               | 2-2                  | 1-1                | 0-4               |
| Italia               | 4-0                             | 2-0               |                   | 9-0                  | 1-0                | 2-0               |
| Macedonia            | 2-6                             | 1-1               | 0-9               |                      | 0-3                | 0-6               |
| Polonia              | 4-0                             | 2-0               | 0-5               | 4-0                  |                    | 0-3*              |
| Russia               | 4-1                             | 4-0               | 0-2               | 8-0                  | 1-1                |                   |

- a tavolino

### Gruppo 2
| Squadra    | Pt | G  | V | N | P | GF | GS | DR  |
| ---------- | -- | -- | - | - | - | -- | -- | --- |
| Germania   | 28 | 10 | 9 | 1 | 0 | 64 | 3  | +61 |
| Spagna     | 20 | 10 | 6 | 2 | 2 | 43 | 14 | +29 |
| Romania    | 16 | 10 | 5 | 1 | 4 | 20 | 20 | 0   |
| Svizzera   | 15 | 10 | 5 | 0 | 5 | 29 | 24 | +5  |
| Kazakistan | 7  | 10 | 2 | 1 | 7 | 4  | 55 | -51 |
| Turchia    | 1  | 10 | 0 | 1 | 9 | 4  | 48 | -44 |

|            | Germania (bandiera) | Kazakistan (bandiera) | Romania (bandiera) | Spagna (bandiera) | Svizzera (bandiera) | Turchia (bandiera) |
| ---------- | ------------------- | --------------------- | ------------------ | ----------------- | ------------------- | ------------------ |
| Germania   |                     | 17-0                  | 5-0                | 5-0               | 4-1                 | 10-0               |
| Kazakistan | 0-7                 |                       | 0-3                | 0-4               | 1-0                 | 2-0                |
| Romania    | 0-3                 | 3-0                   |                    | 0-4               | 4-2                 | 7-1                |
| Spagna     | 2-2                 | 13-0                  | 0-0                |                   | 3-2                 | 4-0                |
| Svizzera   | 0-6                 | 8-1                   | 4-1                | 4-3               |                     | 5-0                |
| Turchia    | 0-5                 | 0-0                   | 1-2                | 1-10              | 1-3                 |                    |

### Gruppo 3
| Squadra          | Pt | G  | V | N | P  | GF | GS | DR  |
| ---------------- | -- | -- | - | - | -- | -- | -- | --- |
| Norvegia         | 24 | 10 | 8 | 0 | 2  | 35 | 9  | +26 |
| Islanda          | 22 | 10 | 7 | 1 | 2  | 28 | 4  | +24 |
| Belgio           | 20 | 10 | 6 | 2 | 2  | 18 | 8  | +10 |
| Irlanda del Nord | 11 | 10 | 3 | 2 | 5  | 12 | 15 | -3  |
| Ungheria         | 10 | 10 | 3 | 1 | 6  | 18 | 22 | -4  |
| Bulgaria         | 0  | 10 | 0 | 0 | 10 | 1  | 54 | -53 |

|                  | Belgio (bandiera) | Bulgaria (bandiera) | Irlanda del Nord (bandiera) | Islanda (bandiera) | Norvegia (bandiera) | Ungheria (bandiera) |
| ---------------- | ----------------- | ------------------- | --------------------------- | ------------------ | ------------------- | ------------------- |
| Belgio           |                   | 5-0                 | 2-2                         | 1-0                | 0-1                 | 2-1                 |
| Bulgaria         | 0-1               |                     | 0-1                         | 0-10               | 0-3                 | 0-4                 |
| Irlanda del Nord | 0-2               | 4-1                 |                             | 0-2                | 3-1                 | 0-1                 |
| Islanda          | 0-0               | 6-0                 | 2-0                         |                    | 3-1                 | 3-0                 |
| Norvegia         | 3-2               | 11-0                | 2-0                         | 2-1                |                     | 6-0                 |
| Ungheria         | 1-3               | 9-0                 | 2-2                         | 0-1                | 0-5                 |                     |

### Gruppo 4
| Squadra | Pt | G | V | N | P | GF | GS | DR  |
| ------- | -- | - | - | - | - | -- | -- | --- |
| Francia | 24 | 8 | 8 | 0 | 0 | 32 | 2  | +30 |
| Scozia  | 16 | 8 | 5 | 1 | 2 | 21 | 12 | +9  |
| Galles  | 10 | 8 | 3 | 1 | 4 | 12 | 14 | -2  |
| Irlanda | 9  | 8 | 3 | 0 | 5 | 8  | 11 | -3  |
| Israele | 0  | 8 | 0 | 0 | 8 | 1  | 35 | -34 |

|         | Francia (bandiera) | Galles (bandiera) | Irlanda (bandiera) | Israele (bandiera) | Scozia (bandiera) |
| ------- | ------------------ | ----------------- | ------------------ | ------------------ | ----------------- |
| Francia |                    | 4-0               | 4-0                | 5-0                | 2-0               |
| Galles  | 1-4                |                   | 0-2                | 5-0                | 1-2               |
| Irlanda | 1-3                | 0-1               |                    | 2-0                | 0-1               |
| Israele | 0-5                | 0-2               | 0-2                |                    | 1-6               |
| Scozia  | 0-5                | 2-2               | 2-1                | 8-0                |                   |

### Gruppo 5
| Squadra     | Pt | G | V | N | P | GF | GS | DR  |
| ----------- | -- | - | - | - | - | -- | -- | --- |
| Finlandia   | 19 | 8 | 6 | 1 | 1 | 22 | 4  | +18 |
| Ucraina     | 16 | 8 | 5 | 1 | 2 | 18 | 4  | +14 |
| Bielorussia | 13 | 8 | 4 | 1 | 3 | 10 | 17 | -7  |
| Slovacchia  | 10 | 8 | 3 | 1 | 4 | 8  | 7  | +1  |
| Estonia     | 0  | 8 | 0 | 0 | 8 | 5  | 31 | -26 |

|             | Bielorussia (bandiera) | Estonia (bandiera) | Finlandia (bandiera) | Slovacchia (bandiera) | Ucraina (bandiera) |
| ----------- | ---------------------- | ------------------ | -------------------- | --------------------- | ------------------ |
| Bielorussia |                        | 2-1                | 2-2                  | 1-0                   | 0-5                |
| Estonia     | 2-4                    |                    | 0-5                  | 0-2                   | 1-4                |
| Finlandia   | 4-0                    | 6-0                |                      | 2-0                   | 0-1                |
| Slovacchia  | 3-0                    | 3-1                | 0-1                  |                       | 0-2                |
| Ucraina     | 0-1                    | 5-0                | 1-2                  | 0-0                   |                    |

### Gruppo 6
| Squadra     | Pt | G | V | N | P | GF | GS | DR  |
| ----------- | -- | - | - | - | - | -- | -- | --- |
| Inghilterra | 20 | 8 | 6 | 2 | 0 | 22 | 2  | +20 |
| Paesi Bassi | 19 | 8 | 6 | 1 | 1 | 20 | 2  | +18 |
| Serbia      | 13 | 8 | 4 | 1 | 3 | 15 | 18 | -3  |
| Slovenia    | 4  | 8 | 1 | 1 | 6 | 6  | 21 | -15 |
| Croazia     | 1  | 8 | 0 | 1 | 7 | 6  | 26 | -20 |

|             | Croazia (bandiera) | Inghilterra (bandiera) | Paesi Bassi (bandiera) | Serbia (bandiera) | Slovenia (bandiera) |
| ----------- | ------------------ | ---------------------- | ---------------------- | ----------------- | ------------------- |
| Croazia     |                    | 0-6                    | 0-3                    | 1-4               | 3-3                 |
| Inghilterra | 3-0                |                        | 1-0                    | 2-0               | 4-0                 |
| Paesi Bassi | 2-0                | 0-0                    |                        | 6-0               | 3-1                 |
| Serbia      | 4-2                | 2-2                    | 0-4                    |                   | 3-0                 |
| Slovenia    | 1-0                | 0-4                    | 0-2                    | 1-2               |                     |

### Gruppo 7
| Squadra    | Pt | G | V | N | P | GF | GS | DR  |
| ---------- | -- | - | - | - | - | -- | -- | --- |
| Danimarca  | 21 | 8 | 7 | 0 | 1 | 28 | 3  | +25 |
| Austria    | 19 | 8 | 6 | 1 | 1 | 16 | 9  | +7  |
| Rep. Ceca  | 13 | 8 | 4 | 1 | 3 | 16 | 9  | +7  |
| Portogallo | 6  | 8 | 2 | 0 | 6 | 16 | 13 | +3  |
| Armenia    | 0  | 8 | 0 | 0 | 8 | 2  | 44 | -42 |

|            | Armenia (bandiera) | Austria (bandiera) | Danimarca (bandiera) | Portogallo (bandiera) | Rep. Ceca (bandiera) |
| ---------- | ------------------ | ------------------ | -------------------- | --------------------- | -------------------- |
| Armenia    |                    | 2-4                | 0-5                  | 0-8                   | 0-2                  |
| Austria    | 3-0                |                    | 3-1                  | 1-0                   | 1-1                  |
| Danimarca  | 11-0               | 3-0                |                      | 2-0                   | 1-0                  |
| Portogallo | 6-0                | 0-1                | 0-3                  |                       | 2-5                  |
| Rep. Ceca  | 5-0                | 2-3                | 0-2                  | 1-0                   |                      |

### Raffronto tra le seconde classificate
A fini di uniformità, per le nazionali dei gruppi a sei squadre (1, 2 e 3) non si tiene conto dei punti conquistati contro l'ultima in classifica del proprio girone.
| Gr | Squadra     | Pt | G | V | N | P | GF | GS | DR  |
| -- | ----------- | -- | - | - | - | - | -- | -- | --- |
| 6  | Paesi Bassi | 19 | 8 | 6 | 1 | 1 | 20 | 2  | +18 |
| 7  | Austria     | 19 | 8 | 6 | 1 | 1 | 16 | 9  | +7  |
| 5  | Ucraina     | 16 | 8 | 5 | 1 | 2 | 18 | 4  | +14 |
| 1  | Russia      | 16 | 8 | 5 | 1 | 2 | 17 | 6  | +11 |
| 4  | Scozia      | 16 | 8 | 5 | 1 | 2 | 21 | 12 | +9  |
| 3  | Islanda     | 16 | 8 | 5 | 1 | 2 | 12 | 4  | +8  |
| 2  | Spagna      | 14 | 8 | 4 | 2 | 2 | 29 | 13 | +16 |

## Play-off
Le partite di andata si sono giocate tra il 20 e il 21 ottobre 2012, quelle di ritorno tra il 24 e il 25 ottobre.
| Squadra 1 | Totale | Squadra 2 | Andata | Ritorno     |
| --------- | ------ | --------- | ------ | ----------- |
| Scozia    | 3 – 4  | Spagna    | 1 – 1  | 2 – 3 (dts) |
| Ucraina   | 4 – 6  | Islanda   | 2 – 3  | 2 – 3       |
| Austria   | 1 – 3  | Russia    | 0 – 2  | 1 – 1       |